# Wilhelm Busch
Wilhelm Busch (n. 15 aprilie 1832, Wiedensahl⁠(d), Saxonia Inferioară, Germania – d. 9 ianuarie 1908, Mechtshausen⁠(d), Saxonia Inferioară, Germania) a fost un poet german, caricaturist și părinte al benzilor desenate moderne. Opera sa satirică cultivă poanta, parodia și grotescul. Desenator, și-a ilustrat el însuși cărțile.

## Opera
- 1865: Max și Moritz ("Max und Moritz")
- 1870: Sfântul Anton din Padova ("Der heilige Antonius von Padua")
- 1872: Cuvioasa Elena ("Die fromme Helene")
- 1875: Aventurile unui celibatar ("Abenteuer eines Jungegesellen")
- 1879: Fipps, der Affe
- 1882: Plici și Plum ("Plitsch und Plum")

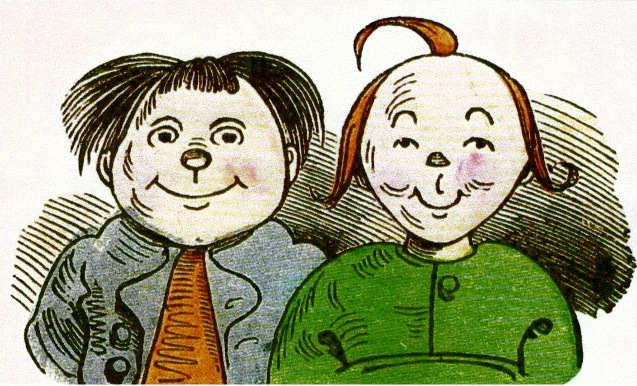
Max și Moritz, personajele primei sale cărți
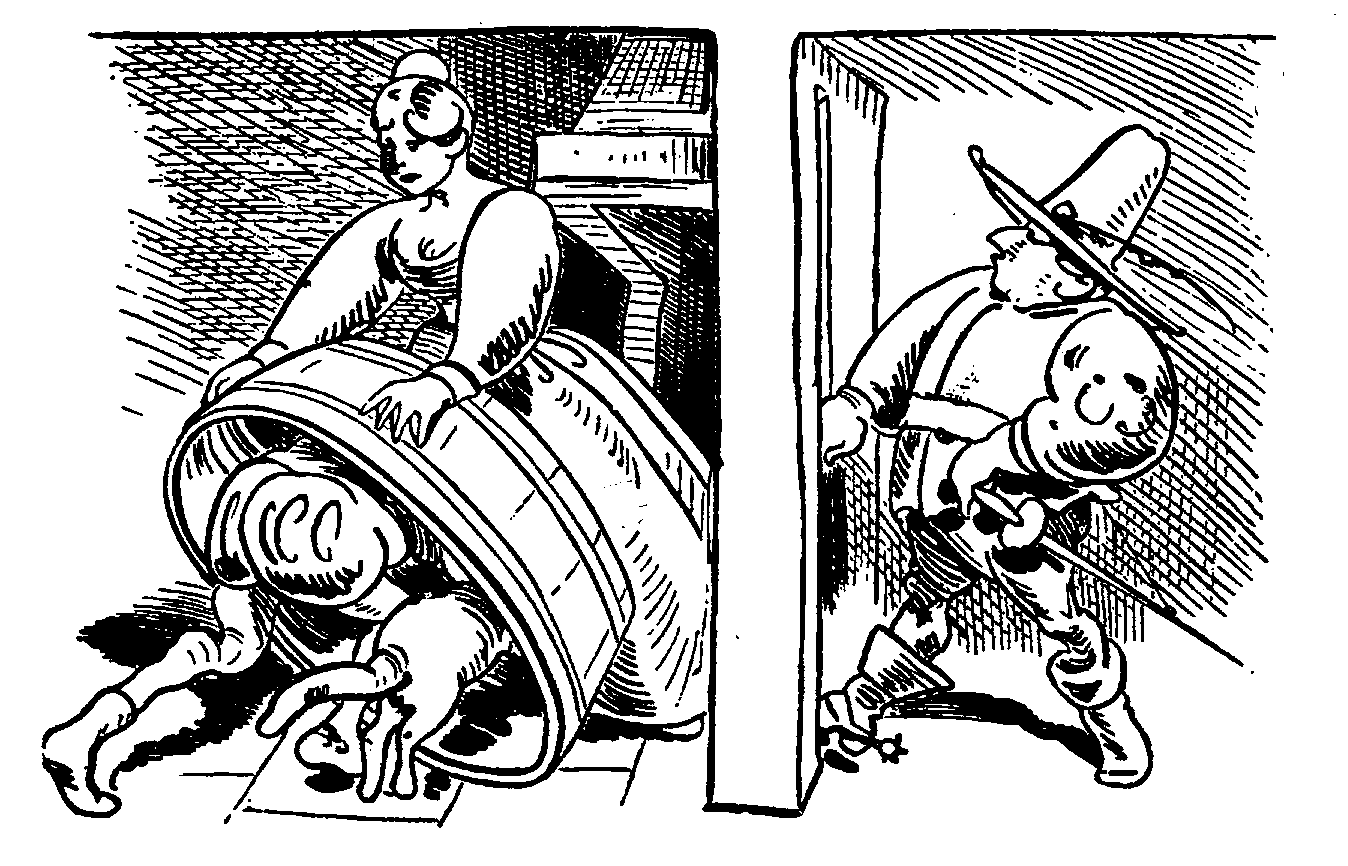
Sfântul Anton din Padova
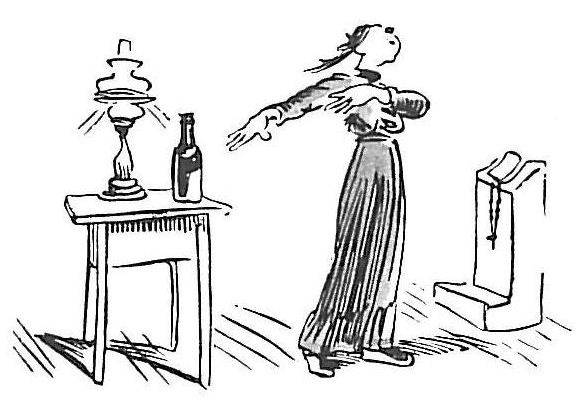
Cuvioasa Elena